# ユナイト双児
ユナイト 双児（ユナイト そうじ）は、日本の漫画家ユニット。過去に榎本 有紀名義で作品を発表していた。男性向けは「ユナイト双児」、女性向けはしもがやぴくす・みらい戻で発表している。
年齢を問わず、童顔の女性を描いている。

## 作品リスト

### 榎本有紀名義
- 『テン』 光文社〈KOBUNSHA COMIC〉、全2巻
  1. 1991年6月発売、ISBN 4-334-80130-7
  2. 1994年3月発売、ISBN 4-334-80215-X
- 『鳥の肖像をかくには』 1995年12月発売、光文社〈VCシリーズ〉、ISBN 4-334-80303-2

### ユナイト双児名義
成人向けコミック
1. 『こねこダイアリー』 1996年4月1日発売[3]、コアマガジン〈ホットミルクコミックス〉、ISBN 4-87734-057-2
  - 『こねこダイアリー』 1999年10月1日発売[4]、コアマガジン〈ホットミルクコミックスEX01〉、ISBN 4-87734-304-0 - 新装刊
2. 『ガールフッド』 1996年9月発売、青磁ビブロス〈カラフルコミックス〉、ISBN 4-88271-456-6
  - 『ガールフッド』 1999年2月発売、シュベール出版〈シュベール文庫〉、ISBN 4-88332-475-3
3. 『こねこコマンドー』 1997年5月発売、コアマガジン〈ホットミルクコミックスシリーズ〉、ISBN 4-87734-116-1
4. 『ベイビードールZZZ』 1998年8月発売、コアマガジン〈ホットミルクコミックスシリーズ〉、ISBN 4-87734-204-4
5. 『プリマ♥マテリア』 1999年7月26日発売、富士美出版〈富士美コミックス〉、ISBN 4-89421-338-9
  - 『プリマ♥マテリア』 2017年11月1日発売、大洋図書〈ジューシーラブ〉、ASIN B076PG5Y5Q
6. 『苺ババロア猫プリン』 2000年1月8日発売、コアマガジン〈ホットミルクコミックス〉、ISBN 4-87734-311-3
7. 『Ceramic Garden セラミックガーデン』 2002年10月10日発売、富士美出版〈富士美コミックス〉、ISBN 4-89421-498-9
収録作品：「やさしく…WORK UP!」・「にゃんこのシーズン」・「花売り娘々」・「マーヤの洗濯やさん」・「luminary」・「ちはるトラブル・デイト」・「はなまる奥様ワイドショー」・「Going Easy」・「3時のおやつ」・「チュペローズの花嫁」・「ROMANTICに家庭学習」
8. 『胸には紺色りぼん』 2005年4月15日発売、茜新社〈TENMA COMICS J〉、ISBN 4-87182-751-8
収録作品：「こんふゅーじょん家族」・「らむ・りんごあいすくりーむ」・「空中庭園」・「空中楼閣」・「テラリウム」・「アイス食べちゃお！」・「瑠璃色りぼん」・「土曜日はひみつ」・「パラフィン」
9. 『相姦エプロンクリーミィ母』 2005年10月26日発売、オークス〈夢雅COMICS〉、ISBN 4-86105-275-0
10. 『おんなのこ乳液』 2006年4月25日発売、茜新社〈TENMA COMICS J〉、ISBN 4-87182-840-9
収録作品：「おそうじぱんぱん」(1)(2)・「いつくしみ深き主の淫らな僕」・「a Simple Attendant」・「ペット天国」・「わがままFRUITS」・「あにまる・ふらっつ」・「FLAT-MATES」・「sincerely」・「人形遊び」・「FLUTTER」
11. 『メイドin黒鈴蘭館』 2006年9月28日発売[5]、双葉社〈アクションコミックス〉、ISBN 4-575-83288-X
収録作品：「メイドin黒鈴蘭館SERVICE」1 - 5・「占衛姉妹ハートナビ」占ノ壱 - 占ノ参・「峠のいまいちな茶屋の娘」
12. 『さくらんぼウェポン』 2008年1月26日発売[6]、竹書房〈バンブーコミックス DOKI SELECT〉、ISBN 978-4-8124-6787-9

一般向けコミック
- 『Virus－ウイルスバスター･サージ－』 1998年2月発売、角川書店〈角川コミックス・エース〉、ISBN 4-04-713213-6
- 『奇鋼仙女ロウラン』 講談社〈マガジンZコミックス〉、著：平野俊弘、漫画：ユナイト双児
  1. 2003年6月23日発売、ISBN 4-06-349132-3
  2. 2004年2月23日発売、ISBN 4-06-349160-9
- 『Night Walker -真夜中の探偵-』 メディアワークス、原作：樹彩那、作画：ユナイト双児
  - 『月刊電撃コミックガオ!』1998年9月号増刊、1998年12月号、1999年2月号増刊に掲載、未単行本化。

挿絵
- 『河原崎家の一族』 1995年7月10日発売、ワニブックス〈Carrot novels〉、著：館野一美、カバー絵、口絵：横田守、ISBN 4-8470-3154-7